# Тайна корабельных часов
«Тайна корабельных часов» (азерб. Gəmi saatının sirri) — художественный фильм азербайджанского режиссёра Руфата Шабанова. Директор картины - Петр Тарасов.

## Сюжет
Главный герой фильма десятилетний Алик. Цепь приключений юного бакинца, совершившего побег из дома, привела его в южный украинский городок. Здесь мальчик подружился со своими сверстниками и многими другими людьми, получил первые уроки жизни. Домой он вернулся в сопровождении папы и мамы, для которых побег сына стал экзаменом на прочность семьи.

## В ролях
- Анар Тагизаде — Алик
- Николай Волков — Александр Ильич, инженер
- Эльмира Шабанова — мать Алика
- Гаджи Мурад — отец Алика
- Юрий Саранцев — Кудрявый